# Tankedalsvej
Tankedalsvej er en 4 til 2-sporet motortrafikvej mellem Kolding og Vamdrup. og er en del af primærrute 25.
Motortrafikvejen starter i det østlige Kolding og føres mod vest, vejen passer Sønderjyske Motorvej E45 i et tilslutningsanlæg med frakørsel mod Aarhus, Odense og Flensborg. Derefter passere den Nova Boulevard hvorfra der er forbindelse til et erhvervsområde vest for Kolding, i erhvervsområdet ligger bl.a. TV Syd.
Motortrafikvejen ender i Koldingvej ved Hjarup, hvorfra der er almindelig hovedlandevej videre mod Vamdrup og Kolding Lufthavn, ved lufthavnen bliver vejen igen til motortrafikvej og ledes uden om byen Vamdrup.  
I Kolding vil man godt have en opgradering af de sidste 4,5 km fra hovedlandevej til en motortrafikvej. 